# Shajan Nagatholy
Shajan Nagatholy (* 6. Juni 1991 in Köln) ist ein deutsch-indischer Offensive Line Coach in der European League of Football. Er coachte seit dem zweiten Spieltag der ELF-Saison 2022 die Offensive Line der Cologne Centurions. Zum Start der Saison 2022 hatte er als Assistenz des Offensive Line Coach angefangen und sich dann sukzessive hochgearbeitet. Er ist seit 2019 in verschiedenen deutschen Ligen als O-Line Trainer aktiv.
Aktuell coacht Nagatholy als Assistenz von Offensive Line Coach Fabian Höller bei Frankfurt Galaxy in der ELF.
Shajan Nagatholy ist zudem ein ehemaliger Spieler der Cologne Crocodiles und der Cologne Falcons.

## Karriere als Spieler
Nagatholy hat im gesamten Zeitraum seiner sportlichen Karriere für verschiedene Teams im Großraum Köln gespielt. Seine größten Erfolge sind der Aufstieg in die German Football League 2012 und 2016.
| Team                  | Saison | Liga                  | Anmerkung                                                          |
| --------------------- | ------ | --------------------- | ------------------------------------------------------------------ |
| Cologne Crocodiles    | 2009   | Regionalliga Junioren | U19                                                                |
| Cologne Crocodiles    | 2010   | Regionalliga Junioren | U19                                                                |
| Cologne Crocodiles    | 2011   | Oberliga              | Herren                                                             |
| Cologne Falcons       | 2012   | GFL 2                 | Herren / Meister und Aufstieg in die GFL                           |
| Cologne Crocodiles    | 2016   | GFL 2                 | Herren / Meister und Aufstieg in die GFL                           |
| Cologne Crocodiles II | 2017   | Verbandsliga          | Cologne Crocodiles Prospect                                        |
| Cologne Crocodiles II | 2018   | Landesliga            | Cologne Crocodiles Prospect / Meister und Aufstieg in die Oberliga |

## Karriere als Trainer
Nagatholy hat seine ersten Trainererfahrungen bei den Cologne Crocodiles gesammelt, bei denen er auch als Spieler für einige Saisons aktiv war. Im Jahr 2021 hat Nagatholy die C-Trainer-Lizenz des American Football Verband Deutschland (AFVD) bei seinem derzeitigen Head Coach, Frank Rosner, erworben.
Zur Saison 2023 wechselte Nagatholy nach Frankfurt am Main und wird das Trainerteam der Frankfurt Galaxy unterstützen. Er fungiert dort als Assistant Offensive Line Coach.
| Team               | Saison | Liga                        | Anmerkung |
| ------------------ | ------ | --------------------------- | --------- |
| Cologne Crocodiles | 2019   | Oberliga                    | Herren    |
| Cologne Crocodiles | 2020   | Verbandsliga                | Herren    |
| Cologne Crocodiles | 2021   | Verbandsliga                | Herren    |
| Cologne Centurions | 2022   | European League of Football | Herren    |
| Frankfurt Galaxy   | 2023   | European League of Football | Herren    |